# مارک گریوز
مارک گریوز (انگلیسی: Mark Graves؛ زادهٔ ۱۴ دسامبر ۱۹۶۰) بازیکن فوتبال اهل بریتانیا است.
از باشگاه‌هایی که در آن بازی کرده‌است می‌توان به باشگاه فوتبال ویلدستون و باشگاه فوتبال پلیموث آرگیل اشاره کرد.